# Berthold de Andechs-Merania
Berthold de Andechs-Merania (n. 1180, Bamberg, Bayerischer Reichskreis⁠(d), Germania – d. 23 mai 1251, Aquileia, Friuli-Veneția Giulia, Italia) a fost arhiepiscop al Arhiepiscopiei de Kalocsa și, pentru scurt timp, în anul 1212, voievod al Transilvaniei și frate al reginei Gertrude a Ungariei. După asasinarea surorii sale în 1213, episod în care el însuși a fost rănit, Berthold a părăsit Regatul Ungariei și a fost ales patriarh al Aquileiei. 
Din 1220 până la moartea sa în 1251, datorită împăratului Frederic al II-lea, sub jurisdicția Aquileiei au trecut Friulia, Istria și Carniola.